# RAD1
La proteína de punto de control del ciclo celular RAD1 (EC 3.1.11.2) es una enzima nucleasa que actúa sobre el último nucleótido de una cadena de ADN (exodesoxirribonucleasa).
Es un componente del complejo toroidal 9-1-1 (RAD9A-RAD1-HUS1) de respuesta al punto de control del ciclo celular que juega un papel importante en la reparación del ADN. El complejo 9-1-1 es reclutado por el complejo RAD17-factor de replicación C (RFC) a raíz de una lesión en el ADN. Actúa como una plataforma "abrazadera corrediza" sobre el ADN para diversas proteínas que participan en la reparación por escisión de bases. El complejo 9-1-1 estimula:
- La actividad de la ADN polimerasa beta (POLB) incrementando su afinidad por el final 3'-OH del cebador y estabilizando la POLB en esos sitios en donde la reparación por escisión de bases se está produciendo.
- La actividad de la endonucleasa FEN1.
- La actividad de la ADN ligasa I en la reparación por escisión de bases.

El complejo 9-1-1 es necesario para reclutar C12orf32/RHINO a los sitios en donde durante la fase S la doble hélice del ADN se ha roto. La isoforma 1 posee actividad ADN exonucleasa en la dirección 3'→5'. El complejo 9-1-1 también interacciona con la histona deacetilasa 1, RPA1 y RPA2. La RAD1 interacciona con POLB, FEN1, HUS1, HUS1B, RAD9A, RAD9B y DNAJC7.
La RAD1 se localiza en el núcleo y es expresada en los testículos, útero, vejiga urinaria, bazo, ovarios, pulmones, cerebro y músculo.